# Bomber B-52
Bomber B-52 (Originaltitel: Bombers B-52) ist ein US-amerikanischer Spielfilm von Gordon Douglas aus dem Jahr 1957. Das Drehbuch verfasste Irving Wallace. Es beruht auf einer Geschichte von Sam Rolfe. Die Hauptrollen sind mit Natalie Wood, Karl Malden, Marsha Hunt und Efrem Zimbalist, Jr. besetzt. Seine Uraufführung erlebte das Werk am 22. November 1957 in New York City. In der Bundesrepublik Deutschland konnte man den Film erstmals am 21. Februar 1958 auf der Leinwand sehen.

## Handlung
Chuck Brennan ist Chefmechaniker auf einem Flugfeld der US-Armee. Als Lieutenant Colonel Jim Herlihy sein neuer Chef wird und dieser mit Brennans Tochter Lois anbandelt, ist der Mechaniker fest entschlossen, seinen Dienst bei der Luftwaffe zu quittieren und eine gut bezahlte Stelle in der Industrie anzunehmen, denn Herlihy hat er bereits im Koreakrieg kennengelernt und ihn nicht in bester Erinnerung behalten. Deshalb bittet Brennan seine Tochter Lois, ihr Verhältnis mit Herlihy zu beenden, weil der ein rücksichtsloser Schürzenjäger sei. Obwohl Brennan seinen Beruf liebt und nur allzu gerne dauerhaft die technische Oberaufsicht für die Testflüge mit den neuen B-52-Bombern übernähme, hält er an seinem Entschluss fest.
In den nächsten Tagen und Wochen wartet Lois Brennan vergeblich auf eine Nachricht von Herlihy. Sie ahnt nicht, dass ihr Vater dessen Schweigen zur Bedingung gemacht hat, als er von Herlihy gebeten worden war, ihn bei der Erprobung des neuen Bombers zu begleiten. Bei einem ersten Probeflug gelingt es Brennan in letzter Minute, durch sein technisches Eingreifen eine Notlandung zu verhindern. Bei dem nächsten Flug dagegen – nonstop nach Afrika und zurück – ist ihm das Glück nicht mehr hold. Herlihy befiehlt Brennan, mit dem Fallschirm abzuspringen, was dieser nur widerwillig tut. Der Kommandant selbst schafft es, die brennende Maschine sicher zu landen.
Tage vergehen, ohne dass die Suchkommandos den Aufenthalt des Chefmechanikers ermitteln können. Beim Sichten von Luftaufnahmen wird schließlich ein Lichtreflex in einer Schlucht entdeckt, der von einem weißen Fallschirmstoff herrühren könnte. Da entschließt sich Herlihy, sich mit einem Hubschrauber in die Schlucht bringen zu lassen, um dort nach Brennan zu suchen. Nachdem er ihn endlich gefunden hat, ändert Brennan seine Meinung über den neuen Kommandanten. Nun hat er auch nichts mehr dagegen einzuwenden, dass dieser und seine Tochter ein Paar werden, und Brennan selbst kann nun beruhigt bei seinen geliebten Flugzeugen bleiben.

## Kritik
Das Lexikon des internationalen Films zieht folgendes Fazit: „Gefällige Rahmenhandlung für die unverhohlene Zurschaustellung einer schlagkräftigen Luftwaffe.“ Die Kritik von Kino.de fällt so aus: „Patriotische Werbung für die amerikanische Luftwaffe in Zeiten des Kalten Krieges, inszeniert von Gordon Douglas (…), der darauf achtet, den nur scheinbar unwichtigen Beitrag der einfachen Flugzeugmechaniker zur Verteidigungsbereitschaft ins rechte Licht zu rücken. Um das Ganze leichter verdaulich zu machen, ist wie (…) in ähnlich gearteten Filmen (…) auch eine Liebesgeschichte eingearbeitet, so dass sich der Filmfreund außer an Flugzeugen auch an der jungen Natalie Wood ergötzen kann.“

## Quelle
- Programm zum Film: Das Neue Film-Programm, erschienen im Verlag Heinrich Klemmer, Mannheim, ohne Nummernangabe